# Karasugite
La karasugite è un minerale.